# Rikke Andersen
Rikke Hald Andersen (* 31. Oktober 1993) ist eine norwegische Biathletin.
Rikke Andersen startet für den Asker Skiklubb. Sie gab ihr internationales Debüt bei den Juniorenweltmeisterschaften 2013 in Obertilliach, wo sie 53. des Sprints und 43. der Verfolgung wurde.
National gewann sie bei den Norwegischen Meisterschaften 2013 mit Fanny Horn und Tiril Eckhoff als Vertretung der Provinzen Oslo og Akershus  den Titel im Staffelrennen.
Ihr Debüt im Weltcup hatte sie am 22. Januar 2017 im italienischen Antholz, im Staffelrennen erreichte sie gemeinsam mit Kaia Wøien Nicolaisen, Fanny Horn Birkeland und Marion Rønning Huber den 11. Platz. Kurz darauf nahm sie an den Biathlon-Europameisterschaften im polnischen Duszniki-Zdrój teil, erhielt jedoch nur einen Einsatz im Einzelrennen.

## Biathlon-Weltcup-Platzierungen
Die Tabelle zeigt alle Platzierungen (je nach Austragungsjahr einschließlich Olympische Spiele und Weltmeisterschaften).
- 1.–3. Platz: Anzahl der Podiumsplatzierungen
- Top 10: Anzahl der Platzierungen unter den ersten zehn (einschließlich Podium)
- Punkteränge: Anzahl der Platzierungen innerhalb der Punkteränge (einschließlich Podium und Top 10)
- Starts: Anzahl gelaufener Rennen in der jeweiligen Disziplin
- Staffel: inklusive Mixed- und Single-Mixed-Staffeln

| Platzierung            | Einzel | Sprint | Verfolgung | Massenstart | Staffel | Gesamt |
| ---------------------- | ------ | ------ | ---------- | ----------- | ------- | ------ |
| 1. Platz               |        |        |            |             |         |        |
| 2. Platz               |        |        |            |             |         |        |
| 3. Platz               |        |        |            |             |         |        |
| Top 10                 |        |        |            |             |         |        |
| Punkteränge            |        |        |            |             | 1       | 1      |
| Starts                 |        |        |            |             | 1       | 1      |
| Stand: 22. Januar 2017 |        |        |            |             |         |        |